# Smerdz
Smerdz (vitryska: Смердзь) är ett vattendrag i Belarus. Det ligger i den centrala delen av landet, 200 km söder om huvudstaden Minsk.
Omgivningarna runt Smerdz är en mosaik av jordbruksmark och naturlig växtlighet. Runt Smerdz är det ganska glesbefolkat, med 28 invånare per kvadratkilometer.